# Conduite automobile
 (mai 2010).
Si vous disposez d'ouvrages ou d'articles de référence ou si vous connaissez des sites web de qualité traitant du thème abordé ici, merci de compléter l'article en donnant les références utiles à sa vérifiabilité et en les liant à la section « Notes et références ».
La conduite automobile est une activité sensori-motrice consistant à faire fonctionner un véhicule automobile dans le but de se déplacer. Elle peut être également définie comme une activité collective dans un espace social. Elle est soumise à des règles : le code de la route et celles du savoir-vivre et savoir-être. Elle nécessite des savoirs et des savoir-faire (interprétations, techniques et manipulations) édictés en France par le Programme National de Formation (PNF), le REMC (Référentiel pour l'Éducation à une Mobilité Citoyenne) remplace le PNF depuis le 5 aout 2014. Sur les routes ouvertes à la circulation, elle est subordonnée à l'obtention d'un permis de conduire.

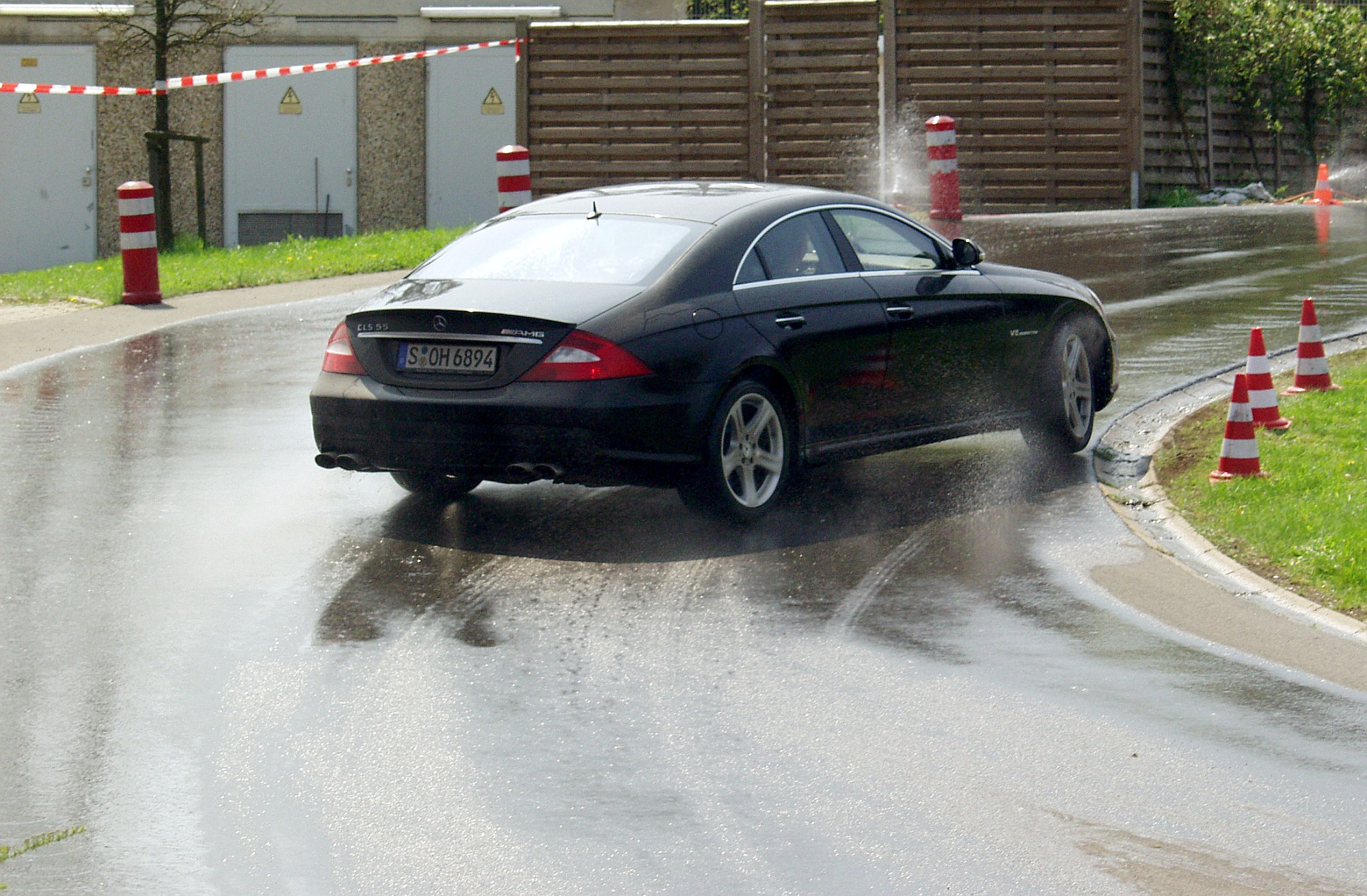
Un test de conduite en Allemagne.

## Description
La conduite automobile est généralement interdite aux personnes trop jeunes qui, par ailleurs, doivent obtenir un permis de conduire correspondant au véhicule utilisé. Un accident de la route peut être la conséquence d'une mauvaise conduite.
La conduite automobile est soumise à une obligation d'assurance.
L'activité de conduite automobile est considérée comme un travail. Conduire, c’est utiliser PADA (sigle mnémotechnique) :
- P → Percevoir : Savoir trier, savoir où regarder quand on circule
- A → Analyser : Faire des hypothèses sur ce qui peut se passer, par rapport à ce que l'on a perçu
- D → Décider : Déterminer l’hypothèse la plus probable, se préparer à agir (anticiper) face à ce que l'on a prévu
- A → Agir : Faire les gestes correspondant à la décision.

À chaque période de conduite, le conducteur effectue ces tâches.
Le cycle PADA n'est pas forcément répété à chaque fois, si la décision n'implique pas d'action, le cycle est alors réduit (PAD puis PAD puis PAD… puis PADA). Cette perception plus poussée va permettre d'émettre d'autres hypothèses en cherchant d'autres informations amenant à décider d'agir (à bon escient). Dans la perception active, il y a déjà de l’analyse :
- la perception est guidée par les hypothèses ;
- la prise de décision implique une recherche d’information complémentaire.

## Formation et monitoring
Différentes lois et traités prévoient différents éléments pour sécuriser la conduite, qui sont validés par la délivrance d'un permis de conduire:
- apprentissage et examen théorique
- apprentissage et examen pratique

Les risques et dangers liés à l'activité de conduite conduisent les autorités à contrôler les pratiques de conduite et à sanctionner les contrevenants, y compris en invalidant le permis de conduire lorsque nécessaire.

## Âge
L'âge est un facteur qui influe sur le comportement du conducteur. D'après les études d'accidents, les âges les plus sensibles sont le jeune âge et les âges avancés.

### Jeune âge
Pour pallier le risque des jeunes, des techniques de formations sont développées, comme la conduite accompagnée.

### Âges avancés
Le risque d'accident de la route augmente à partir de 50 ans, à partir de 65 ans, et encore plus au delà de 75 ans : 25% des tués dans la circulation ont plus de 65 ans; 50 des piétons et des cyclistes tués ont plus de 65 ans.
Le plus grand risque se distingue dans trois domaines :
- la vulnérabilité augmente les conséquences d'un accident ;
- la moindre distance parcourue concentre la conduite dans des zones urbaines où les accidents (non mortels) sont plus fréquents que sur des autoroutes et l'habitude de conduire se perd ;
- la capacité à conduire est réduite avec les limitations cognitives et physiques et avec les conditions de santé[1].

vulnérabilité des personnes âgées
La difficulté se trouve dans toutes les situations complexes notamment dans les intersections : tourner à gauche avec un véhicule motorisé ou traverser en l'absence de passage piéton.
En matière de santé, les personnes plus âgées sont plus vulnérables au niveau des os, des tissus, et des complications.
facteurs de risques des personnes âgées
Les conducteurs âgés prennent en apparence moins de risque: conduite plus douce, meilleures distances de sécurité et moins de manœuvre dangereuse (dépassements). Toutefois, certains facteurs de risque ne sont pas apparent: perte de la vision notamment périphérique et nocturne, équilibre, agilité et temps de réaction qui peuvent parfois être compensés avec certaines stratégies de réduction des risques.
Certaines maladies chroniques, comme les problèmes de cœur et d'artères, la démente ou l’arthrite une fois combinés augmentent le risque d'accident.
Les médicaments peuvent également réduire l'attention et augmenter la fatigue.
Avec l'âge, les piétons et les cyclistes ont davantage d'accidents avec une moindre vue et un moindre équilibre, même si certains accidents n'apparaissent pas dans les statistiques officielles.
Une étude danoise sur les plus de 70 ans a révélé trois causes d'accidents :
- l'incapacité de conduire en raison d'une maladie ;
- des règles complexes de priorité où trop d'informations ne peuvent être gérées en raison de l'anxiété et de la vitesse importante de l'autre partie ;
- implication involontaire dans l'erreur d'un tiers.

Le test systématique des plus âgés n'est pas pratiqué car il donne un faux sentiment de confiance qui conduit à prendre des risques ou relègue les conducteurs au statut plus à risque de piéton ou de cycliste. L'alternative est une approche par étape.
solutions pour la conduite des personnes agées
La formation des personnes âgées peut ne pas être efficace si elle n'est pas bien adaptée mais l'être dans certaines conditions.
Pour l'aspect technologique, certaines aides à la conduite comme le Forward collision warning or mitigation peuvent aider à réduire le risque lorsqu'elles ne causent pas de distraction de conduite.
Le véhicule simplement autonome (niveau 3) ne sera pas une solution au cours de la décennie 2020 car la conduite restera inévitable jusqu'à l'arrivée du véhicule complètement autonome.

## Aide à la conduite
Différents systèmes, connus sous l'acronyme ADAS, sont disponibles pour aider le conducteur à sécuriser sa tache de conduite automobile:
- ABS : évitant le blocage complet des roues en cas de freinage brusque ;
- ESP : Correcteur électronique de trajectoire ou stabilisateur électronique de trajectoire évitant la perte de contrôle du véhicule lors de manœuvre trop brusques par rapport aux conditions d’adhérence fournies par le DST, détecteur des conditions d'adhérence[réf. nécessaire] ;
- Système anti-collision ; dont :
  - Détection de piétons ;
  - Détecteur de fatigue, d'inattentions et de vigilance du conducteur. :
  - Alerte de franchissement involontaire de ligne (AFIL) ;
  - Systèmes anti-collision qu'il est possible d'installer sur tout véhicule en circulation.

Les systèmes proposés par Mobileye (composés d’une caméra intelligente et d’un écran LED posé sur le tableau de bord) proposent plusieurs types d’alertes sonores et visuelles en temps réel d’aide à la conduite.
- Alerte de Collision Frontale (ACF)
- Alerte de Collision Piéton et cycliste (ACP)
- Alerte de Distance de Sécurité (ADS)
- Alerte de Franchissement de Ligne (AFL), aussi appelée Alerte de franchissement involontaire de ligne (AFIL)
- Fonction de Contrôle des Phares Intelligents (CPI)
- Fonction d’Indication de Limitation de Vitesse (ILV)

## Législation sur la santé, sécurité et conduite
La sécurité au volant d'un véhicule est incompatible avec la prise excessive d'alcool, de drogues ou un manque de sommeil.
Dans certains pays, un contrôle médical d'aptitude est exigé pour le passage du permis de conduire ou son renouvellement pour certains candidats.
La conduite est une activité pouvant présenter des risques de dommages personnels et de dommages aux tiers. Les dommages peuvent être matériels ou corporels, et éventuellement entrainer la mort. Les dommages corporels peuvent entrainer des couts élevés ainsi que des handicaps parfois à vie.

### législation française
En France un contrôle médical d'aptitude est exigé des personnes ayant perdu la totalité de leurs points (décret du 17 juillet 2012 en France). Dans ce dernier cas, le contrôle évalue l'aptitude physique, cognitive et sensorielle du candidat. Il est pratiqué par un médecin agréé par le préfet, un consultant hors commission médicale, ou des médecins siégeant dans une commission départementale ou interdépartementale.
En 2012, une commission médicale d'appel doit être créée dans chaque département.
En France, on estime que 4% des accidents sont liés à l'usage de médicaments. De ce fait, depuis 2005 les médicaments français sont classés en trois catégories:
L'Afssaps a classé les médicaments en trois niveaux de risques signalés par l'un des trois pictogrammes :
- niveau 1 « Soyez prudent », couleur jaune, présentent un risque pour la conduite qui doit être considéré au niveau individuel
- niveau 2 « Soyez très prudent », couleur orange, présentent un risque pour la conduite qui nécessite l'avis d'un professionnel (médecin, pharmacien)
- niveau 3 « Attention, danger : ne pas conduire », couleur rouge, présentent un risque pour la conduite qui nécessite l'avis d'un médecin avant la reprise de la conduite[5] Un médicament de niveau 3 a notamment fait l'objet d’attention dans l'enquête sur l'Accident de Millas[6].

En France, les benzodiazépines — hypnotiques et anxiolytiques — causent la moitié des décès attribuables aux médicaments. 13,4 % des Français ont utilisé des benzodiazépines une fois ou plus au cours de l’année 2015 selon l’ANSM.

### jurisprudence française
Le conducteur peut être privé d'indemnisation en France par la justice, notamment en cas de défaut de maîtrise, de défaut d'anticipation, d'usure des pneumatiques, de dépassement dangereux, de virages "coupés", ou de défaut de distance de sécurité.

## Risques
Par rapport aux accidents qu'elle peut générer, la conduite féminine semble être — d'après des statistiques — moins accidentogène que la conduite masculine.

## Conduite sans accident
Dans certains pays, les conducteurs sans accident ont des caractéristiques communes:
- ils prennent en compte les autres et évitent les actions égoïstes, dans une confiance mutuelle
- ils sont prédictibles en communiquant leurs intentions aux autres conducteurs d'une manière non équivoque de manière que les autres conducteurs puissent prédire leurs actions
- ils restent concentrés et évitent les distractions
- ils sont prudents en évitant les comportements impulsifs et les choix mortels à risques au prétexte qu'il n'y a personne sur la route, qu'il n'y a pas de gendarme, ou que quelques verres d'alcools n'empêchent pas de conduire[9].